# Symphytum carpaticum
Symphytum carpaticum är en strävbladig växtart som beskrevs av Yu.M. Frolov. Symphytum carpaticum ingår i släktet vallörter, och familjen strävbladiga växter. Inga underarter finns listade i Catalogue of Life.